# Alberto Salinas
Alberto César Salinas (Buenos Aires, Argentina, 1 de noviembre de 1932 - ib. 27 de noviembre de 2004) fue un dibujante de historietas argentino, hijo de José Luis Salinas.

## Biografía
En 1950 publica su primer personaje: Capiango, para la revista Superhombre. En 1953 se vincula con la Editorial Columba, donde crea Safari Argentino, y poco después, con la Fleetway Publications, de Gran Bretaña.
Colabora en 1961, con la Editora italiana Eurostudio de Piero Dami para la cual realiza algunas historietas de tipo histórico: Spartaco, La batalla de Lepanto, La silla de Malta y Rurik el vikingo.
A comienzos de los 70's, para la revista portuguesa Jurnal de Cuto ilustra la historia de Moira la Esclava de Roma, de la cual se publicaron 196 episodios. Siempre por esos años, en la editorial Record, de Argentina, da vida a una serie de historietas como El Continente Negro en 1977 y en 1978, Legión Extranjera con los textos de Alfredo Julio Grassi.
A partir de 1980 y hasta 1981, realizó –junto a su padre– las ilustraciones de los relatos históricos de Carlos Alberto Aguilar para la serie televisiva, Microhistorias del mundo.
Su personaje más difundido internacionalmente es el de Cesar "Dago" Renzi, protagonista de la clásica historieta Dago, con guiones de Robin Wood. Lo dibujó desde su creación, en 1981, hasta 1996. Publicado al comienzo por Columba, pasó a publicarse en Italia por la revista Lanciostory.

### Últimos años y muerte
Su último trabajo, con los textos de Ricardo Ferrari, es la serie de Los Siglos Oscuros. En Roma, recibió el premio Yellow Kid por sus cincuenta y tres años de trabajo realizando historietas. Para entonces Salinas había abandonado la historieta para dedicarse a la pintura en sus últimos años. Falleció el 27 de noviembre de 2004, víctima de un accidente. Fue enterrado en el cementerio de la Chacarita